# Рунар Крістінссон
Заголовок цієї статті — це ісландське ім'я, де Рунар — особове ім'я, а Крістінссон — ім'я по батькові. 
Рунар Крістінссон (ісл. Rúnar Kristinsson, нар. 5 вересня 1969, Рейк'явік) — колишній ісландський футболіст, що грав на позиції півзахисника. По завершенні ігрової кар'єри — футбольний тренер. Наразі очолює тренерський штаб команди «КР Рейк'явік».
Виступав на батьківщині за «КР Рейк'явік», а також за шведський «Ергрюте», норвезький «Ліллестрем» та бельгійський «Локерен», а також національну збірну Ісландії, у складі якої є рекордсменом по числу зіграних матчів.

## Клубна кар'єра
Народився 5 вересня 1969 року в місті Рейк'явік. Вихованець футбольної школи клубу «Лейкнір»«Лейкнір» з рідного міста.
У дорослому футболі дебютував 1984 року виступами за команду клубу «КР Рейк'явік», в якій провів десять сезонів, взявши участь у 126 матчах чемпіонату і допоміг команді 1994 року, вперше за 27 років, виграти кубок Ісландії.
На початку 1995 року Крістінссон перейшов до шведського «Ергрюте», де провів два з половиною роки, після чого став гравцем норвезького «Ліллестрема». Потім був ще бельгійський «Локерен», в якому з 2000-о по 2007-й ісландець зіграв 189 матчів, забив 37 м'ячів. Влітку 2007-о повернувся в «Рейк'явік», де через рік завершив ігрову кар'єру у рідному клубі «КР Рейк'явік», де виступав протягом сезону 2007 року.

## Виступи за збірні
1984 року дебютував у складі юнацької збірної Ісландії, взяв участь у 29 іграх на юнацькому рівні, відзначившись 10 забитими голами.
Протягом 1987–1991 років залучався до складу молодіжної збірної Ісландії. На молодіжному рівні зіграв у 10 офіційних матчах, забив 3 голи.
1987 року дебютував в офіційних матчах у складі національної збірної Ісландії. Протягом кар'єри у національній команді, яка тривала 18 років, провів у формі головної команди країни 106 матчів, забивши 3 голи. Півзахисник є рекордсменом по числу зіграних матчів за збірну Ісландії.

## Кар'єра тренера
Розпочав тренерську кар'єру невдовзі по завершенні кар'єри гравця, 2010 року, очоливши тренерський штаб клубу «КР Рейк'явік». Наразі досвід тренерської роботи обмежується цим клубом, в якому Рунар Крістінссон працює і досі, здобувши два чемпіонства, три національних кубки, два суперкубки та один кубок ліги.

## Титули і досягнення

### Як гравця
- Володар Кубка Ісландії: 1994

### Як тренера
- Чемпіон Ісландії: 2011, 2013, 2019
- Володар Кубка Ісландії: 2011, 2012, 2014
- Володар Кубка ісландської ліги: 2012, 2019
- Володар Суперкубка Ісландії: 2012, 2014, 2020

### Індивідуальні
- Нагорода УЄФА за сто матчів